# Stephen Baidoo
Stephen Baidoo (25 de fevereiro de 1976) é um ex-futebolista profissional ganês que atuava como meia.

## Carreira
Stephen Baidoo representou a Seleção Ganesa de Futebol nas Olimpíadas de 1996.